# Hans Bourquin
Hans Bourquin (16 ottobre 1914 – Sion, 1998) è stato un canottiere svizzero, vincitore di una medaglia d'oro nel canottaggio ai Giochi olimpici di Amsterdam 1928 come timoniere nel due con dei fratelli Schöchlin. All'epoca era un ragazzo di soli 14 anni.

## Palmarès
| Anno | Manifestazione  | Sede      | Evento  | Risultato |
| ---- | --------------- | --------- | ------- | --------- |
| 1928 | Giochi olimpici | Amsterdam | Due con | Oro       |